# Leo Rosenwasser
Leo Rosenwasser, cuyo nombre real era Leonardo Fabián Rosenwasser (Buenos Aires, 27 de agosto de 1955-Buenos Aires, 17 de febrero de 2017), fue un actor, locutor, conductor y humorista argentino.

## Carrera
Comenzó su carrera en 1991, tras ser llevado a la pantalla chica en el programa Noticreo, conducido por Raúl Becerra y Jorge Manzur. Luego pasó a Telefé gracias a Daniel Jacubovich, que lo lleva a conducir junto a Adriana Salgueiro el programa Arriba las gomas.
Su alta popularidad la alcanzó al integrar el personal de Videomatch desde 1992, conducido por Marcelo Tinelli en Telefé. Las cámaras ocultas de El Oso, Leo Leonor, Rompé Pepe, Leo Taxista y El Panadero fueron las más exitosas de su paso por la televisión.
Luego trabaja en 1998 en la telenovela Alas, poder y pasión, junto a Gustavo Bermúdez, Paola Krum, Rodolfo Ranni, Gastón Pauls y Nacha Guevara.
Posteriormente fue invitado ocasionalmente a varios programas y luego aterrizó en Uruguay, donde condujo un programa llamado Noche y Pico en Canal 4. El show estaba caracterizado por el refrito de sus personajes y algunos entretenimientos de tipo erótico. Luego trabajó en Paraguay y Ecuador.
En teatro trabajó en 1999 en la obra La marquita del zorro, estrenado en el Teatro La Sombrilla de Villa Carlos Paz junto a Gladys Florimonte, Marco Estell, Flavia Miller y elenco.
En 2013 condujo el programa de cable Contámelo todo. Allí en una de sus emisiones entrevistó al abogado Miguel Ángel Pierri quien concurrió con quien por entonces era su mujer, Karina Ranni, y su hijo que tenía siete años. En ese momento su hijo expresó inocentemente que Jorge Mangeri era el asesino de Ángeles Rawson, lo que desató una gran polémica ya que Pierri era, en aquel momento, el abogado defensor de Mangeri.
En sus últimos años trabajó en la locución primero por Radio Rivadavia y luego por Radio Belgrano donde condujo el programa Rompé, Leo Rompé, y en una pequeña empresa de eventos.

## Vida privada
Estuvo casado por muchos años con Raquel Bermúdez, actriz que trabajó en Polémica en el bar, con quien tuvo un hijo: Baltazar, también una hija, Camila, con una pareja anterior a Raquel Bermúdez, según Rosenwasser el alcoholismo de su exesposa fue la causa de su separación. A fines de 2016, había sido noticia por un escándalo con su exmujer, en el que hubo unos audios de por medio que se hicieron públicos. En los últimos tiempos estaba en pareja con Valeria Dolhagaray.

## Fallecimiento
Leo Rosenwasser murió a los 61 años en su departamento del barrio de Belgrano en la madrugada (alrededor de las 00:30) del 17 de febrero de 2017 mientras cenaba con su pareja. De acuerdo al relato que dieron fuentes policiales, el ex conductor radial fue al baño mientras comía porque se sentía mal. Varios minutos después su mujer escuchó un ruido, se acercó y lo vio desplomado. Fue trasladado a la morgue judicial para resolver si Rosenwasser fue víctima de un crimen. Días después confirmaron que Rosenwasser falleció a causa de un Infarto provocado por una cardiopatía isquémica
Sus restos descansan en el panteón de la Asociación Argentina de Actores (de la que estuvo afiliado desde 1993) del cementerio de la Chacarita.

## Televisión
- 1991: Noticreo
- 1992: Arriba las gomas (Telefe)
- 1992/2003: Videomatch (Telefe) (Fue parte del elenco estable entre 1992 y 1994, fue invitado y realizó participaciones especiales entre 1996 y 2003)
- 1995: Pinball (América TV)
- 1998: Alas, poder y pasión
- 2000: Noche y Pico (en Uruguay)
- 2001: Siempre Sábado (América TV) (Canal 4)
- 2005/2009: Showmatch (Canal 9 y Canal 13)
- 2007: Bendita (panelista invitado) (Canal 9)
- 2008/2009: Peligro: Sin codificar (América TV)
- 2013: Contamelo Todo
- 2014: Lado B
- 2015: Nosotros a la mañana (El Trece)

## Cine
- 1992: Sex Humor

## Radio
- 1990 Pizza Cola, FM Original. Compañía discográfica M&M Nuñez (CABA)
- 2015: Notishow, emitido por Radio Uno.[11]
- 2016/2017: Rompé, Leo Rompé

## Teatro
- 1999: La marquita del zorro